# Westchester Knicks 2015-2016
La stagione 2015-16 dei Westchester Knicks fu la 2ª nella NBA D-League per la franchigia.
I Westchester Knicks arrivarono secondi nella Atlantic Division con un record di 28-22. Nei play-off persero la semifinale di conference con i Sioux Falls Skyforce (2-0).

## Roster
|    | Naz.                   | Ruolo | Sportivo               | Anno | Alt. | Peso |  |
| -- | ---------------------- | ----- | ---------------------- | ---- | ---- | ---- |  |
| 1  | Stati Uniti (bandiera) | G     | Jordon Crawford        | 1990 | 168  | 68   |  |
| 4  | Stati Uniti (bandiera) | G     | Kevin Capers           | 1993 | 188  | 77   |  |
| 5  | Stati Uniti (bandiera) | A     | Darion Atkins          | 1992 | 203  | 106  |  |
| 6  | Stati Uniti (bandiera) | GA    | Keith Bogans           | 1980 | 196  | 98   |  |
| 6  | Stati Uniti (bandiera) | A     | Sean Marshall          | 1985 | 198  | 95   |  |
| 7  | Stati Uniti (bandiera) | G     | Devondrick Walker      | 1992 | 196  | 93   |  |
| 8  | Stati Uniti (bandiera) | G     | Ra'Shad James          | 1990 | 185  | 88   |  |
| 8  | Stati Uniti (bandiera) | C     | Ben Strong             | 1986 | 211  | 100  |  |
| 11 | Stati Uniti (bandiera) | A     | Cleanthony Early       | 1991 | 203  | 99   |  |
| 16 | Stati Uniti (bandiera) | G     | Jimmer Fredette        | 1989 | 188  | 88   |  |
| 20 | Stati Uniti (bandiera) | G     | Travis Trice           | 1993 | 188  | 80   |  |
| 25 | Francia (bandiera)     | A     | Damien Inglis          | 1995 | 203  | 109  |  |
| 31 | Bahrein (bandiera)     | C     | C.J. Giles             | 1985 | 211  | 109  |  |
| 31 | Nigeria (bandiera)     | A     | Gani Lawal             | 1988 | 206  | 106  |  |
| 32 | Stati Uniti (bandiera) | GA    | Wesley Saunders        | 1993 | 196  | 98   |  |
| 34 | Canada (bandiera)      | C     | Jordan Bachynski       | 1989 | 218  | 112  |  |
| 35 | Stati Uniti (bandiera) | A     | DaJuan Summers         | 1988 | 203  | 109  |  |
| 35 | Stati Uniti (bandiera) | A     | Keith Wright           | 1989 | 203  | 109  |  |
| 43 | Grecia (bandiera)      | A     | Thanasīs Antetokounmpo | 1992 | 201  | 98   |  |
| 52 | Stati Uniti (bandiera) | A     | J.R. Inman             | 1987 | 208  | 102  |  |
| 99 | Stati Uniti (bandiera) | A     | Cleanthony Early       | 1991 | 203  | 99   |  |

## Staff tecnico
- Allenatori: Mike Miller
- Vice-allenatori: Derrick Alston, Coby Karl
- Preparatore atletico: Bandele Talib